# جاك فريش
جاك فريش هو منافس ألعاب قوى لوكسمبورغي، ولد في 18 ديسمبر 1987.

## وصلات خارجية
- جاك فريش على موقع الاتحاد الدولي لألعاب القوى (الإنجليزية)